# Soroczicha (obwód nowosybirski)
Soroczicha (ros. Сорочиха) – wieś w Rosji, w obwodzie nowosybirskim, w rejonie karasuckim. W 2010 liczyła 542 mieszkańców.